# Штюлінген
Штюлінген (нім. Stühlingen) — місто в Німеччині, розташовується в землі Баден-Вюртемберг. Підпорядковується адміністративному округу Фрайбург. Входить до складу району Вальдсгут.
Площа — 93,20 км2. Населення становить 5385 ос. (станом на 31 грудня 2020).